# Марина Ратнер
Марина Євсіївна Ратнер (30 жовтня 1938, Москва, РРФСР — 7 липня 2017, Ель-Серріто, Каліфорнія, США) — американський математик радянського походження, професор математики в Університеті Каліфорнії(Берклі), відома своїми працями з ергодичної теорії. Близько 1990 року вона довела кілька великих теорем, що відносяться до уніпотентних потоків на однорідних просторах, відомих як теореми Ратнер.
В 1987 році Ратнер отримала стипендію Ґуґґенгайма, була також нагороджена премією Островського в 1993 році і обрана в Національну академію наук США в тому ж році. У 1994 році вона була нагороджена премією Джона Карти Національної академії наук США.

## Біографія
Марина Ратнер народилася в Москві в 1938 році в сім'ї вчених в області агрохімії і фізіології рослин Євсія Іделевіча Ратнера(1905—1978) і Кції Павлівни Марголіної(1905—1999). Розмовною мовою в родині був ідиш, а Кція Марголіна видала три збірки віршів цією мовою.
У 1956 році Марина поступила на механіко-математичний факультет Московського державного університету ім. Ломоносова, в 1961 році захистила диплом під керівництвом Андрія Колмогорова і Р. Л. Добрушина. Після цього вона викладала в створеній Колмогоровим фізико-математичній школі № 18 (нині СУНЦ МГУ); в цей час у неї народилася дочка. У 1965 році вона повернулася в МДУ, ставши аспірантом у Якова Синая. Під його керівництвом в 1969 році вона захистила кандидатську дисертацію «Геодезичний потік на унітарному розшарованому просторі до компактної поверхні негативної кривини». Після цього вона викладала в Московському державному технічному університеті ім. Баумана, але була звільнена після подачі документів на міграційну візу в Ізраїль.
Ратнер жила в Ізраїлі з 1971 по 1975 рік, викладала в Єврейському університеті в Єрусалимі, а також в школі при університеті. У 1975 році вона стала чинним асистентом-професором в Берклі, де працювала з 1982 року в ранзі професора.
У 1994 році Марина Ратнер виступила на пленарній лекції на Міжнародному конгресі математиків(ICM) в Цюриху (Взаємодія між теорією ергодики, групами Лі і теорією чисел).

## Рідні
- У Ратнер є дочка Анна.
- Її племінник Майкл Біля — професор математики в Тель-Авівському університеті.
- Дід — Павло Васильович (Шрага-Файвл) Марголін (1870—1942), видавець і редактор, з рабинської сім'ї; був редактором ряду періодичних видань на ідиші і івриті в Вільно і Берліні.
- Тітка — Рахіль Павлівна Марголіна (? -1973), літератор, кореспондентка К. І. Чуковського (їх листування було видане окремою книгою в 1978 році)[14].

## Публікації
- Сувора жорсткість вимірювання для уніпотентних підгруп розв'язних груп, Inventiones Mathematicae 101, грудень 1990 р., С. 449—482 doi:10.1007/BF01231511 (англійська)
- Про жорсткість вимірювання уніпотентних підгруп напівпростих груп, Acta Mathematica 165, грудень 1990, с. 229—309 doi:10.1007/BF02391906 Шаблон:Math reviews Zbl 0745.28010 (англійська)
- Взаємодії ергодичної теорії, груп Лі і теорії чисел, Праці Міжнародного конгресу математиків, Цюрих 1994, с. 157—182 doi:10.1007/978-3-0348-9078-6_13 ISBN 978-3-0348-9897-3 (англійська)